# سمت خدا
سمت خدا یک برنامه زنده تلویزیونی است که از شنبه تا پنج‌شنبه به تهیه‌کنندگی سیدعبدالمجید رکنی و با اجرای نجم‌الدین شریعتی و رضا ملایی از شبکه ۳ تلویزیون ایران پخش می‌شود و به مباحث دینی، اخلاقی و اجتماعی می‌پردازد. این برنامه یکی از محبوب‌ترین و معروف‌ترین برنامه‌های دینی در سازمان صدا و سیمای جمهوری اسلامی ایران است.

## پیشینه
سمت خدا از تولیدات گروه فرهنگ و معارف اسلامی شبکه ۳ است که در سال ۱۳۸۸ توسط سیدعبدالمجید رکنی بنیانگذاری شد. نخستین قسمت برنامه سمت خدا در تاریخ ۲۴ فروردین‌ماه سال ۱۳۸۸ روی آنتن زنده شبکه ۳ رفت.

### پخش
سمت خدا از شنبه تا پنج‌شنبه حوالی ساعت ۱۳:۰۰ روی آنتن شبکه ۳ می‌رود.

### اجرا
از سال ۱۳۸۸ تا ۱۴۰۱ نجم‌الدین شریعتی به تنهایی وظیفه اجرای برنامه سمت خدا را بر عهده داشت. در مرداد ۱۴۰۱ شریعتی روی آنتن زنده از غیبت کوتاه خود برای اجرای این برنامه خبر داد و اعلام کرد که پس از ایام محرم و صفر دوباره باز می‌گردد و در طول این مدت رضا ملایی جایگزین موقت او شد.
در اسفند ۱۴۰۲ شریعتی به خاطر اجرای ویژه برنامه سحرگاهی ماه من برای ایام ماه رمضان باز هم مرخصی کوتاهی گرفت و بار دیگر نیز ملایی جایگزین وی در برنامه شد. با بازگشت شریعتی در تیر ۱۴۰۳ به برنامه قرار شد تا شریعتی و ملایی به شکل مشترک مجریان سمت خدا باشند. درحال حاضر از شنبه تا دوشنبه ملایی و از سه‌شنبه تا پنج‌شنبه شریعتی برنامه سمت خدا را اجرا می‌کنند.

### کارشناسان
این برنامه کارشناسان متعددی در سال‌های مختلف داشته است اما کارشناسان ثابت و معروف‌تر این برنامه: ناصر رفیعی، سید محمدمهدی میرباقری، سید حسین حسینی‌قمی، محمدمهدی ماندگاری، علیرضا پناهیان، سید حسن عاملی، محمدحسین فلاح‌زاده، محمدرضا عابدینی، محسن قرائتی و حبیب‌الله فرحزاد، بوده‌اند.

## حواشی

### حاشیه تغییر عوامل برنامه
محمدمهدی ماندگاری، یکی از کارشناسان برنامه در انتقادی شدید از صدا و سیما در خصوص آگهی‌های تبلیغاتی نامناسب و انبوه و جوایز نامتناسب و هنگفت در ۱۴ اسفند ۱۳۹۲ گفته بود: نظام سلطه در قالب تبلیغات بر صدا و سیما تسلط یافته‌ است. این انتقادات در ۲۷ فروردین ۱۳۹۳ به‌صورت نامه‌ای خطاب به سید عزت‌الله ضرغامی، رئیس وقت سازمان صدا و سیما، در برنامه زنده تلویزیونی ارائه شد. در این نامه به صراحت به دو تخلف بارز تلویزیون در خصوص عدم رعایت ممنوعیت پخش آگهی تبلیغاتی در برنامه‌های کودک و عدم توجه به نظر مخالف سید علی خامنه‌ای، رهبر ایران، با پرداخت جوایز هنگفت در مسابقات تذکر داده شده بود و از ریاست سازمان صدا و سیما خواسته شده بود که در یک مناظره، نظر مردم و کارشناسان فرهنگی را نیز نسبت به این دو موضوع جویا شود. به‌دنبال این انتقادات مسئولین صدا و سیما با عنوان تمرد سازمانی، رکنی، شریعتی و کارشناسان برنامه را برکنار کردند. گفته می‌شود مؤثرترین فرد در تغییرات اخیر، علی دارابی، معاون سیمای سازمان صدا و سیما، بوده‌ است.
در برنامه ۲۲ اردیبهشت ۱۳۹۳، شریعتی از بینندگان برنامه خداحافظی کرد؛ اما بلافاصله حبیب‌الله فرحزاد، یکی از کارشناسان برنامه، به تصمیم‌گیری غلط مسئولین صدا و سیما در برکناری دست‌اندرکاران برنامه سمت خدا اشاره کرد و گفت کارشناسان در صورت اعمال تغییرات در این برنامه شرکت نخواهند کرد؛ و امیدوار شد با دخالت کارشناسان دینی این برنامه بدون این تغییرات روال قبلی خود را ادامه دهد.
یک هفته بعد در ۲۹ اردیبهشت، پخش برنامه سمت خدا با حضور شریعتی و فرحزاد طبق روال سابق ادامه یافت. روز قبل از آن کارشناسان مذهبی برنامه به‌همراه رکنی و شریعتی با ضرغامی جلسه داشتند که می‌توان این بازگشت را نتیجه آن دانست.